# Magnetofoni Castelli
Magnetofoni Castelli è stata un'azienda italiana produttrice di registratori a filo e a nastro, ha prodotto registratori anche per conto della Geloso S.p.A.

## Storia
L'azienda nacque nel dopoguerra da un'idea dei fratelli Arrigo e Attilio Castelli, coadiuvati dall'aiuto di un cugino Pino Castelli, nella cantina della loro casa nei pressi di Milano, utilizzando mezzi di fortuna ricavati da vecchi apparecchi radio militari. Durante quegli anni cercarono di realizzare uno strumento per la registrazione della voce che poi avrebbe preso il nome di magnetofono. Nella loro cantina a volte erano costretti a lavorare alla luce delle candele in quanto i locali non disponevano di corrente elettrica.
Dopo svariati tentativi e progetti, attingendo l'idea da prodotti già in uso nel mercato tedesco, riuscirono a elaborare un apparecchio, un registratore a filo, in grado di registrare alla perfezione parole e suoni su un sottilissimo filo d'acciaio che in seguito diventerà un filo speciale di ergon inossidabile.
Il magnetofono venne presentato per la prima volta al pubblico in occasione della fiera campionaria di Milano nel 1947, con dimostrazione ai visitatori sul suo utilizzo, ed ebbe gran successo, i visitatori facevano la fila per riuscire a registrare la voce e poi riascoltarla. Tutti gli esemplari realizzati fino a quel momento andarono praticamente a ruba all'incredibile prezzo di Lire 4.500; ma non disponendo né dei capitali né dei mezzi meccanici per poter produrre industrialmente l'apparecchio i due fratelli valutarono la possibilità di coinvolgere nell'operazione altri soggetti interessati.

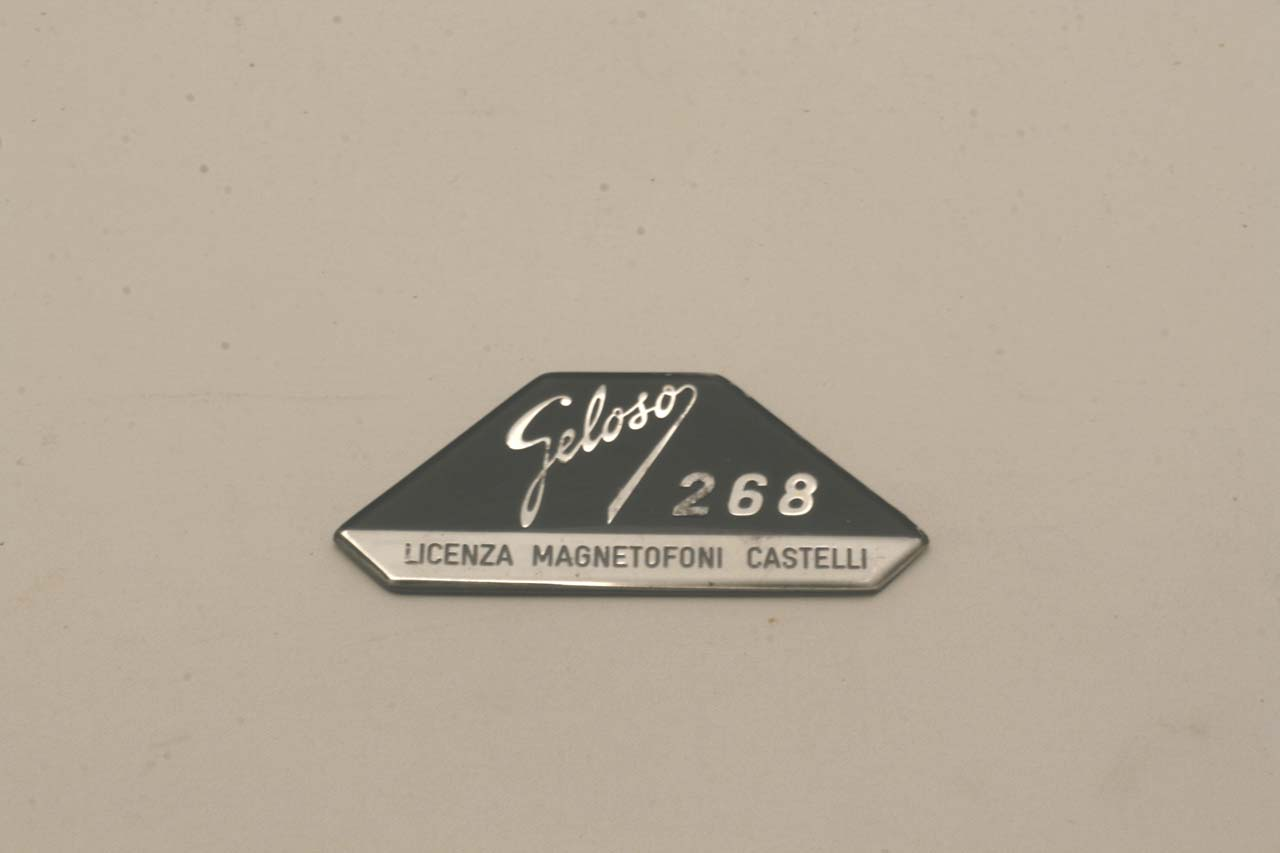
La targhetta del modello Geloso G 268

In questo frangente entrò in scena Giovanni Geloso che stipulò un accordo commerciale con i Castelli decidendo di mettere a disposizione la sua azienda, la sua tecnologia ed il suo supporto finanziario, oltre alla rete commerciale seppure con una clausola: gli apparecchi dovevano essere prodotti a marchio Geloso riservandogli la possibilità di inserire nella dicitura la Licenza Magnetofoni Castelli.
Nel 1949 furono commercializzati i primi registratori a marchio Geloso, il primo di essi fu il modello G 239 costruito per essere inserito nei grossi fonografi, utilizzando la sezione radio di BF come amplificatore, seguito l'anno successivo dal registratore magnetico G 240, da cui se ne ricavò una versione particolare RM 180 appositamente studiata per le sedi regionali della Rai. Poi, nel 1952, iniziarono ad essere prodotti i primi registratori a nastro magnetico, dotati di una velocità di 19 cm/s e con enormi bobine capaci di garantire un'autonomia di registrazione pari a 30 minuti per lato, decisamente più performanti nell'audio e con una risposta in frequenza di 40–12000 Hz, giudicata straordinaria per quei tempi.

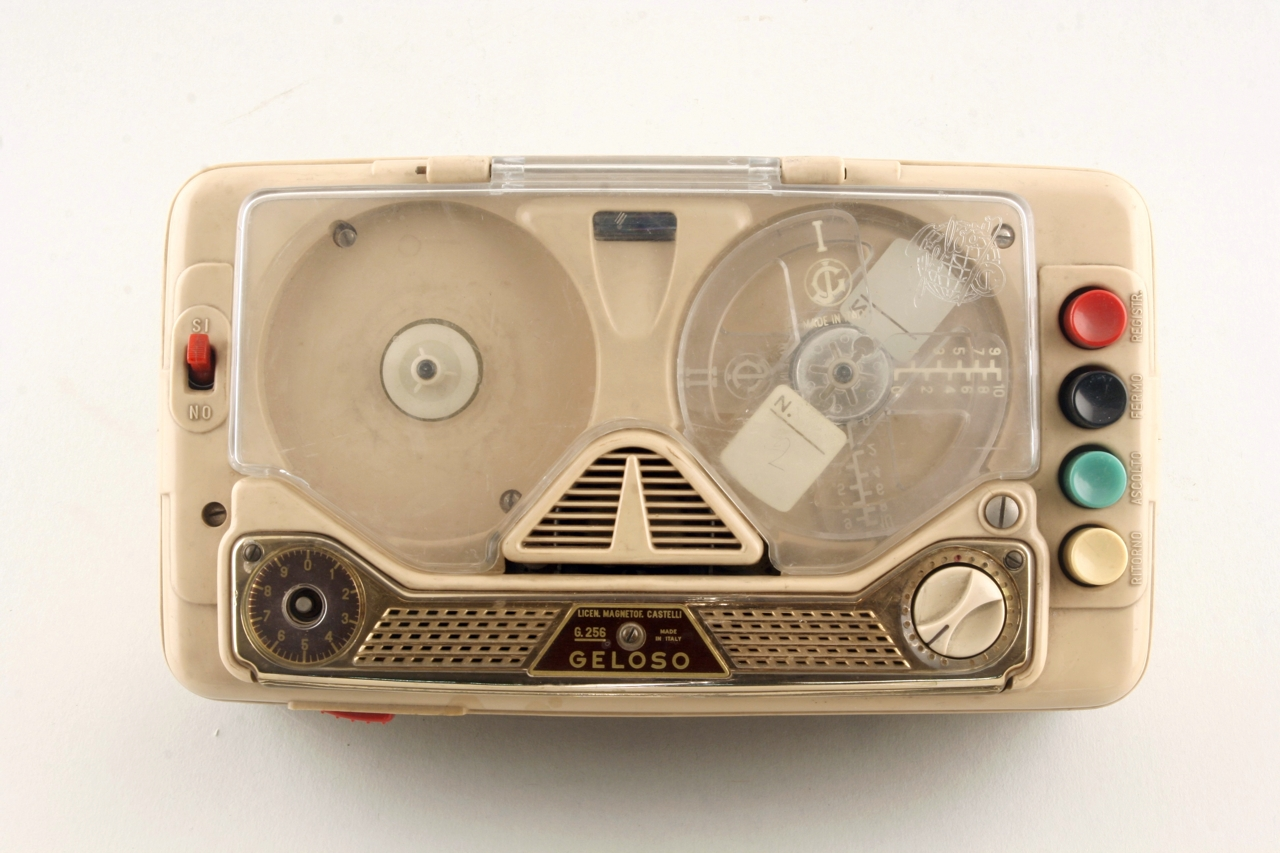
Il modello Geloso G 256, prodotto dalla Magnetofoni Castelli e commercializzato dalla Geloso

Nel 1955 nacquero i modelli G 255 - G 256, di dimensioni più modeste ed estremamente pratici e versatili, in grado di essere facilmente trasportati ottennero sin da subito un incredibile successo di vendite, tanto che qualcuno incominciò ad attribuirgli il diminutivo di Gelosino, conquistando il mercato nazionale ma anche i paesi esteri, tra cui gli Stati Uniti d'America, dove i dirigenti della Geloso allacciarono relazioni con la società Edison, al fine di garantirsi la produzione di una serie speciale dedicata al mercato statunitense del G 246, il G 246 Dictomater, completamente a transistor.
Per far fronte al considerevole aumento delle vendite dei magnetofoni all'inizio degli anni sessanta la Geloso S.p.A. diede la possibilità alla famiglia Castelli di poter coronare il proprio sogno, ovverosia quello di costruire un grande impianto industriale integralmente dedicato alla fabbricazione di registratori a nastro a San Pedrino, frazione di Vignate (MI), con una capacità di assemblaggio fino a 1000 pezzi al giorno, da cui uscirono in breve tempo anche una linea di prodotti esclusivi a marchio Magnetofoni Castelli, differenti dalle serie della Geloso solo per alcuni dettagli. Quando furono distribuite a livello italiano le prime musicassette brevettate dalla Philips anche i Castelli commercializzarono accanto ai tradizionali registratori a bobina i nuovi apparecchi di ascolto a cassetta, corredando qualche modello del ricevitore radio FM.
Nel 1972, pochi anni dopo la scomparsa del fondatore, la Geloso chiude per una serie di problemi gestionali nonché economico finanziari, comunque la Magnetofoni Castelli continua la sua attività in modo indipendente anche con il marchio Remco Italia, una consociata francese, ma dopo qualche anno piegata dalla concorrenza asiatica cessa la produzione di registratori vendendo la tecnologia e parte della strumentazione e macchinari ad aziende russe, mentre tuttora eredi della famiglia Castelli continuano a vendere apparecchiature elettromedicali a marchio Cardioline.